# 塞拉尼略斯
塞拉尼略斯，是西班牙卡斯蒂利亚-莱昂阿维拉省的一个市镇。总面积21平方公里，总人口389人（2001年），人口密度19人/平方公里。